# Daniel Sachs
Joen Daniel Sachs, född den 2 april 1970 i Stockholm, är en svensk näringslivsprofil, företagsledare och filmproducent. 

## Biografi
Daniel Sachs växte upp i Stockholm. Fadern Joen Sachs är professor i arkitektur och modern Lisbeth Sachs, ogift Öhrling, är socialantropolog. Farfadern Ragnar Sachs var VD för Nordiska Kompaniet (NK) som dennes far Josef Sachs hade grundat. Daniel Sachs farfars farfar var Simon Sachs som i början av 1850-talet kom från Tyskland till Stockholm för att arbeta i Joseph Lejas nyetablerade Joseph Lejas varuhus vid Regeringsgatan 5.
Daniel Sachs har en MBA (Master of Business Administration) från Handelshögskolan i Stockholm och från Wharton School vid Universitetet i Pennsylvania. Efter studierna var han på 1990-talet verksam i private equity-bolaget Segulah. Efter att sedan 1995 ha varit styrelseledamot i den uppmärksammade Spray-koncernen gick han i samband med IT-kraschen in som koncernens vd 2000–2001 för att genomföra en omfattande omstrukturering och räddningsoperation. Mellan 2003 och 2022 han varit vd för investmentbolaget Proventus AB, där han lett en ny expanderingsutveckling. Han är grundare och VD för P Capital Partners, en långivare och finansiell partner för entreprenörs- och familjeägda företag i norra Europa. P Capital Partners etablerades 2002 som en del av Proventus och förvärvades av Sachs och dess anställda 2013. Sachs är även styrelseledamot i Wallenberg Investments AB.
2007 utnämndes Daniel Sachs till Young Global Leader av World Economic Forum. Bland en mängd internationella styrelseuppdrag är han ledamot av European Council on Foreign Relations - ECFR, vice ordförande i George Soros Open Society Foundations, en av rådgivarna till europaprogrammet vid det Kungliga Institutet för Internationella Affärer Chatham House i London och grundaren av Proventus kapitalistiska granskningsprojekt "Glasshouse Forum" 2007–2011 samt den globala demokratistiftelsen Apolitical Academy med den svenska verksamheten Höj Rösten!; med forum och politikerskola för stimulans av ungas demokratiska samhällsengagemang.
År 2010 grundade han Daniel Sachs Foundation, en partipolitiskt obunden filantropisk organisation dedikerad till politiskt tänkande och försvar av demokratin. Stiftelsen samarbetar med andra organisationer som Apolitical Foundation, Multitudes Foundation och Höj Rösten Politikerskola i Sverige.
År 2021 grundade han Foundation for Democracy & Pluralism, en fond som stödjer projekt som syftar till att främja fria och rättvisa samhällen med en stark förankring i demokratiska principer.
Med ett mångårigt engagemang i kultur- och mediavärlden, som mecenat och finansiär, blev Sachs även ordförande för TV4 2005 och Kungliga Dramatiska Teaterns styrelse 2009–2017. År 2000 blev han ordförande för Johan Rencks och Jonas Åkerlunds produktionsbolag Renck Åkerlund Films och 2006 medgrundade han filmbolaget Chamdin & Stöhr med Amir Chamdin och Martina Stöhr. 2016 övergick de till att bilda filmbolaget Kärnfilm med producenterna Martina Stöhr, Petra Jönsson och Daniel Sachs. I båda dessa bolag har Sachs fungerat som exekutiv producent för en rad prisbelönta filmer och tv-serier, såsom Om Gud vill (2006), Cornelis (2010) och Gräns (2018).

## Filmografi (Exekutiv producent)
- 2006 – Om Gud vill
- 2008 – Downloading Nancy
- 2010 – Cornelis
- 2013 – Stockholm Stories
- 2018 – Gräns
- 2018 – Sthlm Rekviem (TV-serie)
- 2019 – Allt jag inte minns (TV-serie)
- 2020 – Hamilton (TV-serie)
- 2021 – Mamman (kortfilm)